# 디지털 플레이그라운드
디지털 플레이그라운드(영어: Digital Playground)는 미국의 포르노그래피 제작사이다. 캘리포니아주 버뱅크에 본사를 두고 있다. 2006년에는 미국 포르노 산업을 지배하는 소수의 스튜디오 중 하나로, 로이터가 소개하였다.
디지털 플레이그라운드의 2016년 5월 트래픽 순위는 8,016위이다.